# مطوبس (مركز)
مركز مطوبِس، مركز إداري مصري. يقع في شمال غرب محافظة كفر الشيخ الواقعة أقصى شمال جمهورية مصر العربية. مدينة مطوبِس عاصمة المركز.

## جغرافيا
يقع مركز مطوبِس في الشمال الغربي من محافظة كفر الشيخ، يحده من الشمال البحر الأبيض المتوسط ومن الشرق بحيرة البرلس ومركز سيدي سالم ومن الجنوب مركز فوه والغرب نهر النيل - فرع رشيد ومركز رشيد بمحافظة البحيرة.

## التقسيم الإداري
يضم المركز مدينة واحدة وهي مدينة مطوبس عاصمة المركز، وكذلك يضم 3 وحدات محلية تضم 3 قرى رئيسية و14 قرية تابعة و182 عزبة:
- الوحدة المحلية بالجزيرة الخضراء: (برج مغيزل، عزب الوقف بحري، عزب الوقف قبلي)
- الوحدة المحلية بمنية المرشد: (إبيانة، بني بكار، القنى، القومسيون شرق، القومسيون غرب، عزبة عمرو)
- الوحدة المحلية ببرمبال:	(عزب الغرب، معدية مهدي، بريدعة، خليج بحري، عزب الخليج)

## السكان
حسب التعداد السكاني لعام 2006، بلغ إجمالي سكان مركز مطوبس 223,795 نسمة، منهم 113,768 ذكر و110,027 أنثى.